# Sokolja Gora (przystanek kolejowy)
Sokolja Gora (ros. Соколья Гора) – przystanek kolejowy w pobliżu miejscowości Sokolja Gora, w rejonie smoleńskim, w obwodzie smoleńskim, w Rosji.